# No Blood, No Tears
No Blood, No Tears (피도 눈물도 없이?, Pido nunmuldo eobs-iLR) è un film del 2002, scritto e diretto da Ryoo Seung-wan.

## Distribuzione
Il film è stato distribuito in Italia a partire dal 4 giugno 2015, senza passare per le sale cinematografiche, direttamente in home video per conto della CG Entertainment, in collaborazione con la Tucker Film e il Far East Film Festival.

## Riconoscimenti
- 2002 - Blue Dragon Film Award
  - Miglior attrice protagonista a Jeon Do-yeon
- 2002 - Grand Bell Award
  - Vincitore per il miglior montaggio sonoro